# Стажениці
Стажениці (пол. Starzenice) — село в Польщі, у гміні Велюнь Велюнського повіту Лодзинського воєводства.
Населення — 185 осіб (2011).
У 1975-1998 роках село належало до Серадзького воєводства.

## Демографія
Демографічна структура станом на 31 березня 2011 року:
|          | Загалом | Допрацездатний вік | Працездатний вік | Постпрацездатний вік |
| -------- | ------- | ------------------ | ---------------- | -------------------- |
| Чоловіки | 98      | 19                 | 71               | 8                    |
| Жінки    | 87      | 23                 | 43               | 21                   |
| Разом    | 185     | 42                 | 114              | 29                   |